# Simon Clarke
Simon Clarke (* 18. července 1986) je australský profesionální silniční cyklista jezdící za UCI ProTeam Israel–Premier Tech.

## Kariéra
Na Vueltě a España 2012 Clarke vyhrál čtvrtou etapu poté, co se dostal do úniku, který bojoval o vítězství v horské etapě. Jediný, kdo s Clarkem vydržel až do cíle, byl Tony Martin z týmu Omega Pharma–Quick-Step, jenž byl přesprintován v cíli. Clarke tak získal své první profesionální vítězství v kariéře. Během dvacáté etapy Clarke získal maximum bodů na prvních třech z pěti kategorizovaných stoupání, díky čemuž získal cenu bojovnosti za tuto etapu a také si zajistil celkový triumf ve vrchařské soutěži.
V září 2015 bylo oznámeno, že Clarke podepsal kontrakt s týmem Cannondale pro sezónu 2016. Byl vybrán do australské reprezentace na letních olympijských hrách 2016. Nahradil tak Simona Gerranse z týmu Orica–GreenEDGE, který měl nehodu dříve toho roku na Tour de France.
29. srpna 2018 vyhrál Clarke pátou etapu Vuelty a España 2018 poté, co v cíli přesprintoval své kolegy z úniku Baukeho Mollemu (Trek–Segafredo) a Alessandra de Marchiho (BMC Racing Team).
V listopadu 2020 bylo oznámeno, že se Clarke pro sezónu 2021 připojí k Teamu Qhubeka Assos. Poté, co tým v prosinci 2021 oznámil svůj zánik kvůli finančním problémům, si Clarke nebyl schopen najít kontrakt, až v lednu 2022 podepsal jednoletý kontrakt s UCI WorldTeamem Israel–Premier Tech.
V červenci 2022 se Clarke zúčastnil Tour de France 2022. V páté etapě závodu vedoucí po dlážděných sektorech na severu Francie se dostal do úniku, jenž bojoval o vítězství v etapě. V cíli se ve sprintu utkal s Tacem van der Hoornem, jehož těsně překonal, a mohl tak slavit první etapové vítězství své kariéry a historicky první etapový triumf svého týmu na Tour de France. Ze závodu však musel před startem patnácté odstoupit, neboť byl pozitivně otestován na onemocnění covid-19.

## Hlavní výsledky

### Silniční cyklistika
2005
5. místo Gran Premio Industrie del Marmo
8. místo Melbourne to Warrnambool Classic
Giro delle Regioni
10. místo celkově
2006
Giro delle Regioni
4. místo celkově
5. místo Trofeo Città di Brescia
Vuelta a Navarra
7. místo celkově
vítěz 4. etapy
Herald Sun Tour
8. místo celkově
Tour Down Under
8. místo celkově
Thüringen Rundfahrt der U23
9. místo celkově
2007
2. místo Gran Premio Palio del Recioto
Národní šampionát
3. místo silniční závod do 23 let
3. místo Down Under Classic
3. místo GP Liberazione
Tour of Britain
6. místo celkově
Herald Sun Tour
7. místo celkově
 vítěz soutěže mladých jezdců
Circuito Montañés
7. místo celkově
8. místo GP Capodarco
Tour Down Under
10. místo celkově
 vítěz soutěže mladých jezdců
2008
Národní šampionát
 vítěz silničního závodu do 23 let
vítěz Trofeo Città di San Vendemiano
Kolem Japonska
vítěz 4. etapy
2. místo GP Capodarco
2. místo La Côte Picarde
2. místo Trofeo Alcide Degasperi
4. místo Kolem Flander U23
Kolem Irska
6. místo celkově
7. místo Trofeo Città di Castelfidardo
2009
Tour of Britain
8. místo celkově
8. místo Gran Premio dell'Insubria-Lugano
8. místo Trofeo Laigueglia
10. místo Memorial Cimurri
2010
4. místo GP Industria & Artigianato di Larciano
2011
5. místo Coppa Ugo Agostoni
5. místo Tre Valli Varesine
7. místo Giro del Friuli
7. místo Vattenfall Cyclassics
10. místo Grand Prix Cycliste de Québec
2012
Vuelta a España
 vítěz vrchařské soutěže
vítěz 4. etapy
Kolem Norska
2. místo celkově
2. místo Rogaland GP
Tour du Haut Var
5. místo celkově
7. místo Japan Cup
2013
Tour de France
vítěz 4. etapy (TTT)
Mistrovství světa
7. místo silniční závod
2014
Herald Sun Tour
 celkový vítěz
vítěz 2. etapy
4. místo Gran Premio Città di Camaiore
2015
Giro d'Italia
vítěz 1. etapy (TTT)
lídr  po 4. etapě
2. místo Cadel Evans Great Ocean Road Race
Herald Sun Tour
4. místo celkově
10. místo International Road Cycling Challenge
10. místo Prueba Villafranca de Ordizia
2016
vítěz GP Industria & Artigianato di Larciano
2017
6. místo GP Industria & Artigianato di Larciano
2018
Vuelta a España
vítěz 5. etapy
Vuelta a Andalucía
8. místo celkové
2019
Tour de La Provence
2. místo celkově
 vítěz bodovací soutěže
2. místo Amstel Gold Race
Tirreno–Adriatico
8. místo celkově
8. místo Strade Bianche
BinckBank Tour
9. místo celkově
9. místo Milán – San Remo
2020
vítěz La Drôme Classic
2021
5. místo La Drôme Classic
5. místo Primus Classic
8. místo Strade Bianche
2022
Tour de France
vítěz 5. etapy
3. místo GP Miguel Indurain
3. místo Trofeo Serra de Tramuntana
4. místo Giro dell'Appennino
5. místo Trofeo Calvia
6. místo Trofeo Pollença – Port d'Andratx
2023
Národní šampionát
2. místo silniční závod
2. místo Vuelta a Murcia
3. místo Cadel Evans Great Ocean Road Race
5. místo Dwars door het Hageland
8. místo La Drôme Classic
Giro d'Italia
 cena bojovnosti po 6. etapě

#### Výsledky na Grand Tours
| Grand Tour      | 2012 | 2013 | 2014 | 2015 | 2016 | 2017 | 2018 | 2019 | 2020 | 2021 | 2022 | 2023 | 2024 |
| --------------- | ---- | ---- | ---- | ---- | ---- | ---- | ---- | ---- | ---- | ---- | ---- | ---- | ---- |
| Giro d'Italia   | —    | —    | —    | 63   | 67   | —    | —    | —    | 75   | —    | —    | DNF  | 97   |
| Tour de France  | —    | 68   | 113  | —    | —    | 86   | 100  | 61   | —    | 123  | DNF  | 109  |      |
| Vuelta a España | 77   | 69   | 70   | —    | DNF  | 74   | 46   | —    | —    | —    | —    | —    |      |

| —   | Nezúčastnil se |
| DNF | Nedokončil     |
| JS  | Jede se        |

### Dráhová cyklistika
2004
Juniorské mistrovství světa
 vítěz týmové stíhačky
2006
Národní juniorský šampionát
 vítěz madisonu